# BMW 315
La BMW 315 est une petite voiture du constructeur BMW produite entre 1934 et 1937. Elle succède à la 303. Un modèle sportif et également été construit, le Roadster BMW 315/1.

## BMW 315

### Historique
En avril 1934, le modèle 315 a été conçu. En trois ans, il a été produite à 9 765 exemplaires. En 1937, la petite série à six cylindres a été arrêtée.
| Chiffres de production | Année | 1934  | 1935  | 1936  | 1937 | Total |
| ---------------------- | ----- | ----- | ----- | ----- | ---- | ----- |
| BMW 315                |       | 3.390 | 3.705 | 2.390 | 280  | 9.765 |

### Technologie

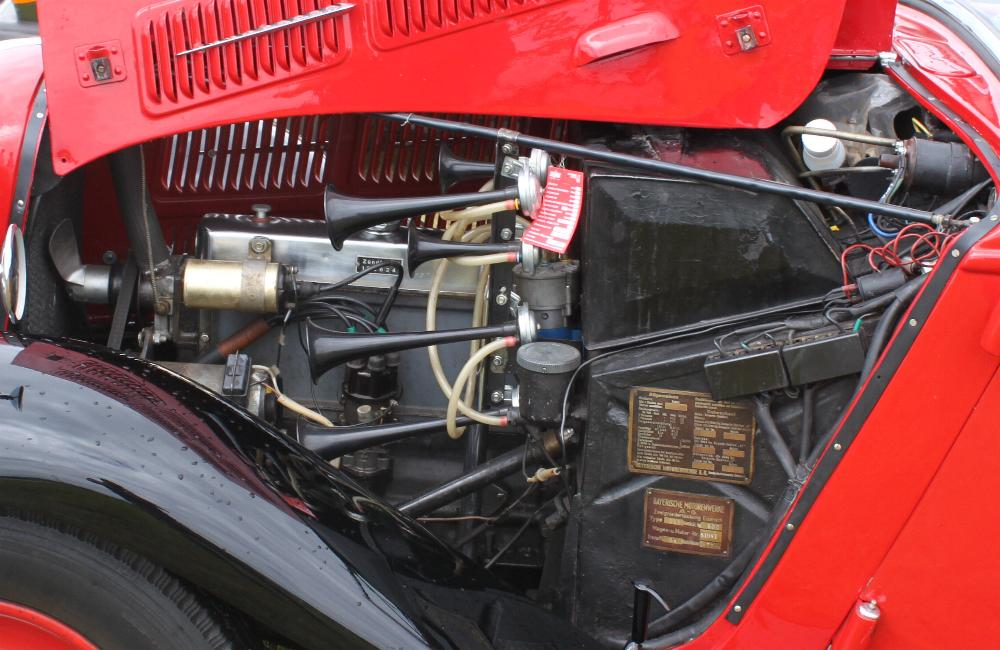
Moteur de la 315

La 315 différait du modèle précédent, la 303, seulement par son plus gros moteur, un six cylindres en ligne avec deux carburateurs Solex à débit plat d'une cylindrée de 1 490 cm3, soit une puissance de 34 ch (25 kW) à 4 000 tr/min. Le moteur avait des soupapes en tête contrôlées par un arbre à cames latéral entraîné par une chaîne duplex via des poussoirs et des culbuteurs. La puissance du moteur est transmise aux roues arrière par l'intermédiaire d'une transmission à quatre vitesses avec un levier de vitesse central et un arbre à cardan. La vitesse maximale de la voiture est de 100 km/h. Les troisième et quatrième vitesses de la transmission étaient synchronisées.
Le châssis et les freins ont été similaires à ceux de son prédécesseur; l’essieu avant avait des triangles en bas et un ressort à lame transversale en haut. L’essieu arrière avait des ressorts semi-elliptiques à lames longitudinaux. Les quatre roues sont équipées de freins à tambour, qui ont été exploités par câble.
Il y avait un plus grand choix de carrosserie que pour la 303. La voiture de tourisme coûtait 4 100 Reichsmark, la berline 3 750 Reichsmark et la berline décapotable 3 950 Reichsmark. Il y avait aussi un cabriolet 4 places pour 4 400 Reichsmark et un cabriolet sport 2 places pour 4 750 Reichsmark.

## BMW 315/1
La BMW 315/1 est un petit roadster, la version sportive de la 315.

### Historique
En 1933, elle fut exposée au Salon automobile de Berlin sur le stand des prototypes de BMW. Ce modèle ayant rencontré un vif succès, elle sera commercialisée à partir de l'été 1934 jusqu'en 1936 avec 230 exemplaires.

### Caractéristique
La mécanique de la 315/1 correspond à la 315. Cependant, la voiture est plus à plat et légèrement plus courte.
Le moteur, quant à lui, n'est pas alimenté de deux carburateurs comme sur la 315, mais de trois.

### Tarif
La voiture valait 5 200 Reichsmark. La capote à toit rigide était offerte comme accessoire.

### Photos

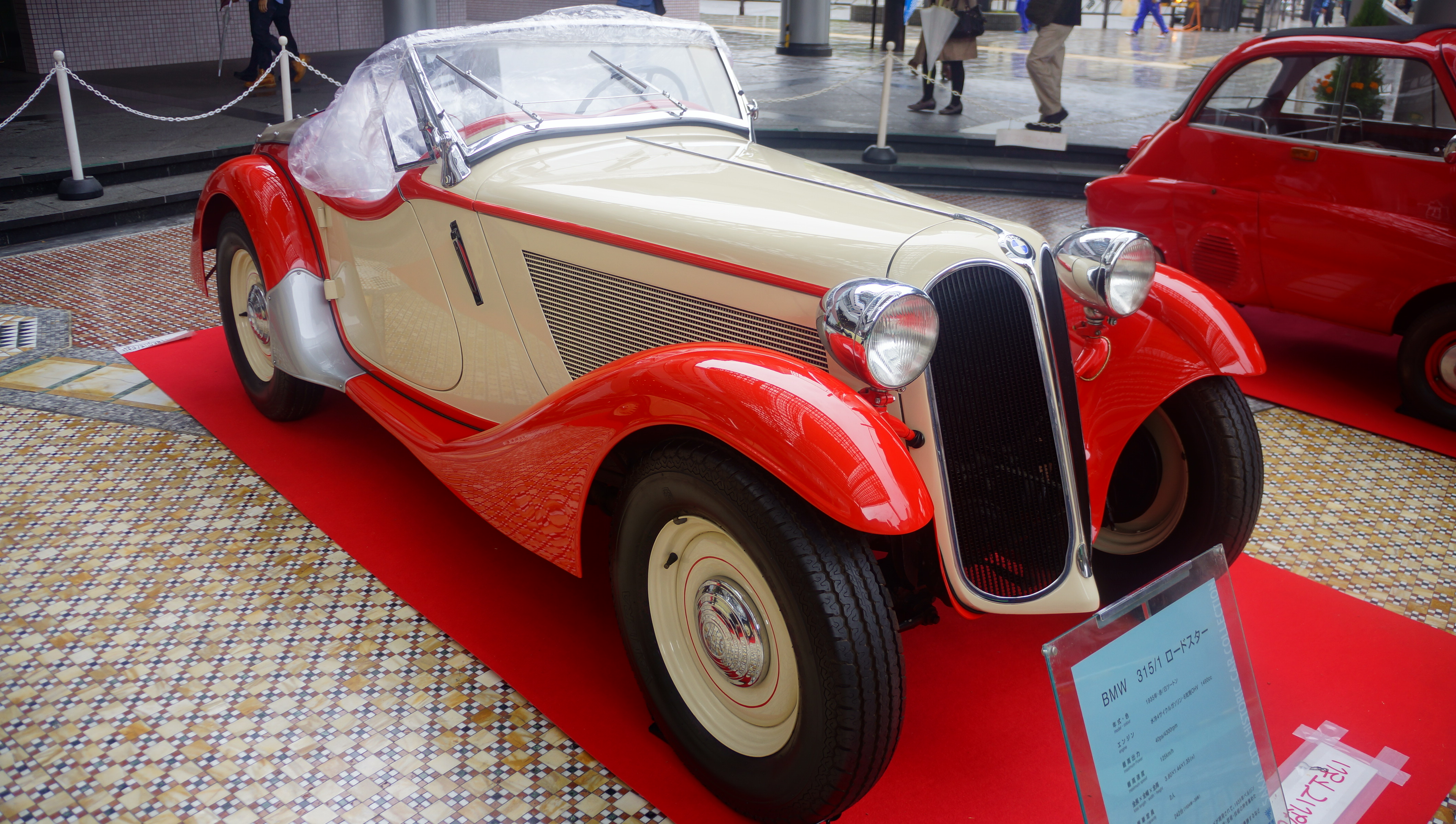
Face avant.

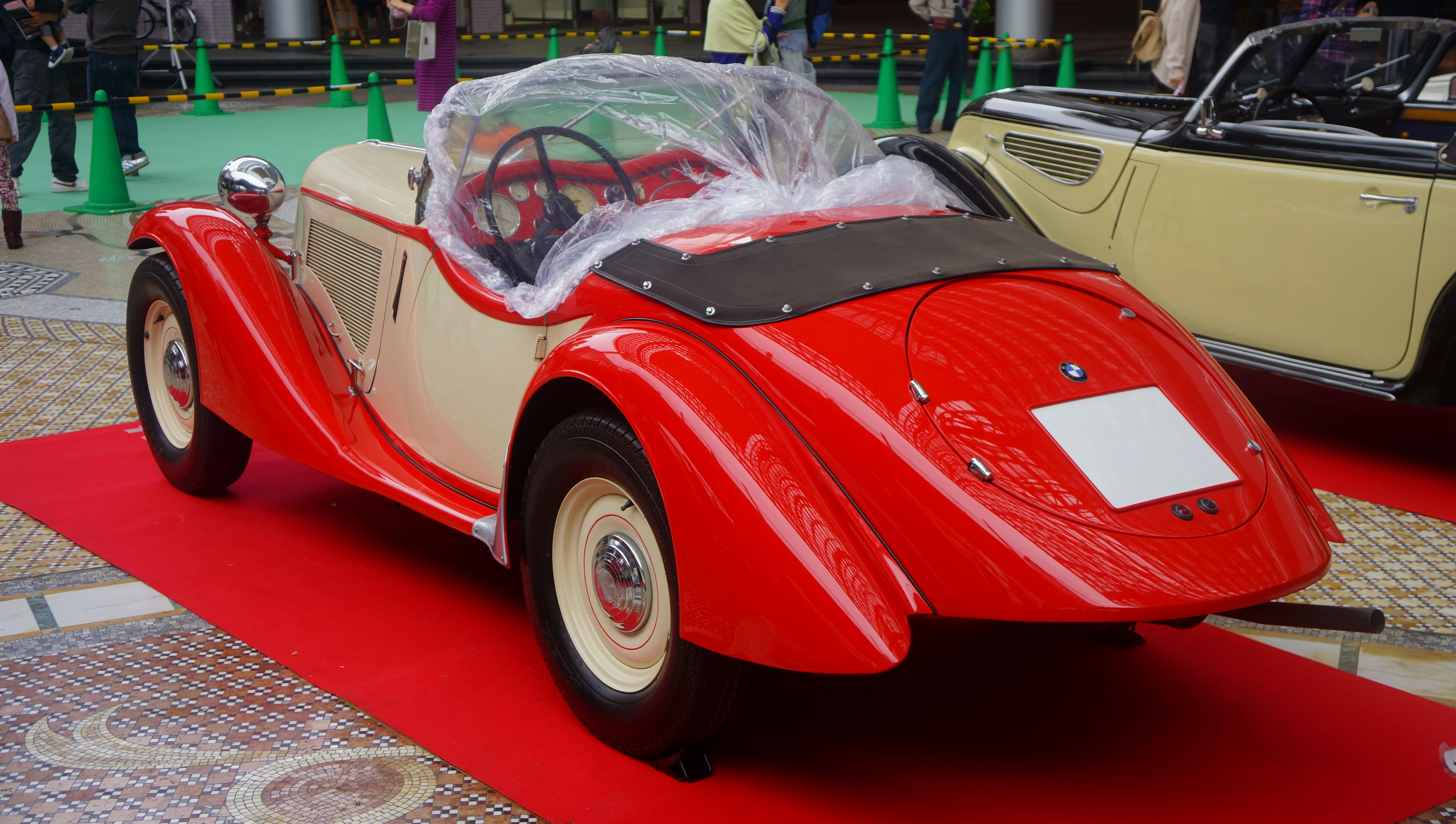
Face arrière.

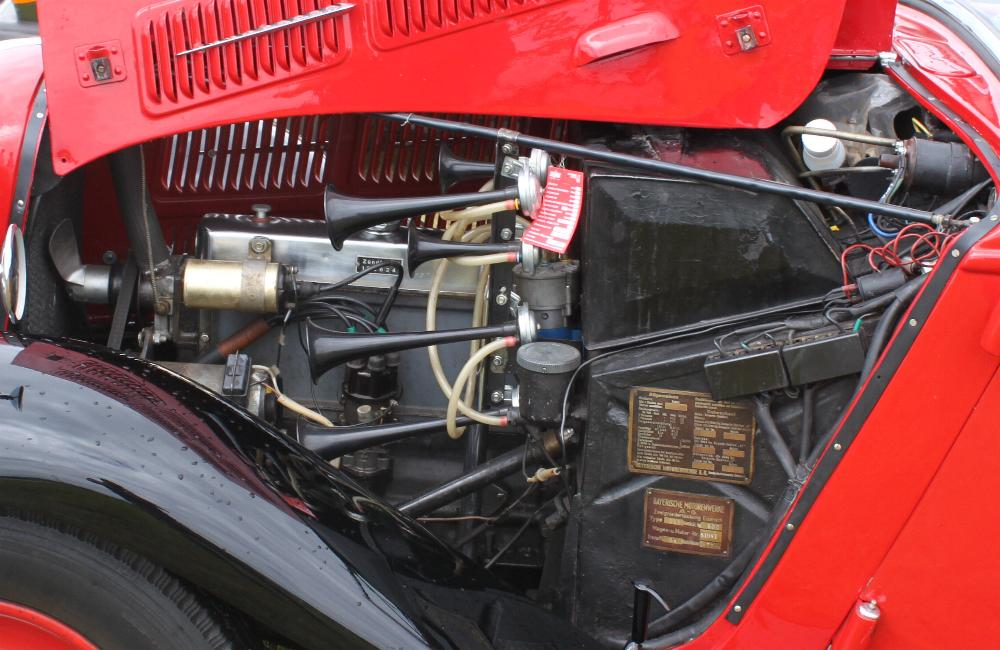
Moteur.